# Сутыли
Сутыли — деревня в Плюсском районе Псковской области. Входит в сельское поселение Плюсская волость.

## География
Деревня расположена в 10 км к западу от районного центра — посёлка Плюсса и в 8 км к северу от деревни Должицы.

## Население
Численность населения деревни по оценке на конец 2000 года составляла 16 человек, по переписи 2002 года — 12 человек.

## История
До 1 января 2006 года деревня входила в состав ныне упразднённой Должицкой волости.